# Hans Pluquet
Hans Pluquet (* 15. Oktober 1903 auf Adl. Wertheim im Kreis Darkehmen, Provinz Ostpreußen; † 8. Mai 1981 in Bremen) war ein deutscher Maler und Zeichner.

## Biografie
Pluquet war Sohn eines Gutsbesitzers. Sein Bruder Siegfried Pluquet (1906–1970) war Diplomlandwirt und besaß das Gut Adl. Wertheim. Hans Pluquet besuchte das Realgymnasium in Insterburg. Die Familie hatte Kontakte zu dem Architekten Hans Scharoun, der Hans Pluquets Neigung zu künstlerischem Schaffen verstärkte. 1921–1923 studierte er an der Kunstakademie Königsberg und 1924–1928 an der Staatlichen Akademie für Kunst und Kunstgewerbe Breslau. Er schuf zunächst Aquarelle, Gouachen und Federzeichnungen, vornehmlich von Landschaften. Sein Stil war geprägt vom Expressionismus und der Neuen Sachlichkeit. Zunehmend fertigte er Federzeichnungen und Radierungen. 
In Berlin bestand Pluquet die Prüfung als Kunsterzieher. Danach reiste er u. a. nach Paris. Ab 1928 unterrichtete an höheren Schulen in Hamburg, Flensburg und Wandsbek. Nach vier Jahren in Rendsburg kehrte er 1936 als Lehrer nach Flensburg zurück. Mit Bildern zum Menschen in seinem sozialen Milieu beteiligte er sich an Kunstausstellungen.
Seit 1939 diente Pluquet bei der Eisenbahnflak in der Wehrmacht, bis er 1944 an Lungentuberkulose erkrankte. Er lebte auch nach dem Krieg in Schleswig-Holstein. 1951 zog er nach Neustadt (Bremen), wo er sich ein Atelier in der Wallkaserne einrichtete. Er schuf Buchillustrationen. Wieder nahm er an verschiedenen Ausstellungen teil. Seit 1956 schuf er Holzschnitte in Schwarz-Weiß und in Farbe und zunehmend gab er die Gegenständlichkeit auf. Seine Aquarelle und Gemälde zeigen Verschachtelungen. Wandgestaltungen entstanden in Bremen u. a. für das Rathscafé/Deutsche Haus, die Wasser- und Schiffahrtsdirektion, das Gymnasium Parsevalstraße und die Schule Halmer Weg. Auf Reisen nach Algier, Griechenland, Istanbul, Italien, Frankreich, Belgien und Schweden fertigte er viele Bilder. Seit 1960 gestaltete er Wände in der Seefahrtschule Bremerhaven, der Bau- und Ingenieurschule Bremen und im Klinikum Links der Weser. Von 1970 bis 1973 entstand der Holzschnitt vom Ostertorviertel.    
Pluquet war in erster Ehe mit Charlotte Pluquet-Dziekan verheiratet. Sie hatten zwei Kinder. Mit der Bremer Keramikerin Elisabeth geb. Ulrich war er in zweiter Ehe verheiratet.             